# Pleurotomaria cingulata
Pleurotomaria cingulata is een fossiele slakkensoort uit de familie van de Pleurotomariidae. De wetenschappelijke naam van de soort is voor het eerst geldig gepubliceerd in 1844 door Goldfuss.